# 白鳥信号場
白鳥信号場（しらとりしんごうじょう）は愛知県弥富市大字又八新田にある東海旅客鉄道（JR東海）関西本線の信号場である。

## 歴史
- 1993年（平成5年）8月1日：開設。

## 構造
弥富駅より約2.4 kmほど名古屋寄りにある単線区間列車交換型の信号場である。一線スルー方式で本線・行違い線とも両方向の出発が可能。上下列車の交換のほか、一部の普通列車が行違い線に入り、特急列車・快速列車の待避が行われている。
信号場の周辺は、複線化が可能であるが単線のままとなっている。

## 周辺
- 佐古木駅 - 近畿日本鉄道（近鉄）名古屋線
- 弥富市立白鳥小学校
- 弥富市立白鳥保育所

## 隣の駅
東海旅客鉄道（JR東海）
CJ 関西本線
永和駅 (CJ04) - （白鳥信号場） - 弥富駅 (CJ05)